# Выскатка
Выскатка — деревня в Сланцевском районе Ленинградской области. Административный центр Выскатского сельского поселения.

## История
Деревня Выскатка, состоящая из 30 крестьянских дворов, упоминается на карте Санкт-Петербургской губернии Ф. Ф. Шуберта 1834 года.

ВЫСКАТКА — деревня принадлежит Павловскому дворцу, число жителей по ревизии: 134 м. п., 130 ж. п. (1838 год)

Деревня Выскатка отмечена на карте профессора С. С. Куторги 1852 года.

ВЫСКАТКА — деревня Павловского городового правления, по просёлочной дороге, число дворов — 37, число душ — 142 м. п. (1856 год)

ВЫСКАТКА — деревня Павловского городового правления при колодце, число дворов — 44, число жителей: 151 м. п., 159 ж. п.; Часовня православная. (1862 год) 

Сборник Центрального статистического комитета описывал её так:

ВЫСКАТКА — деревня бывшая владельческая, дворов — 52, жителей — 270; волостное правление, часовня, школа, постоялый двор, ярмарка 24 июня. (1885 год)

В XIX — начале XX века деревня административно относилась к Выскатской волости 1-го земского участка 1-го стана Гдовского уезда Санкт-Петербургской губернии.
Согласно Памятной книжке Санкт-Петербургской губернии 1905 года деревня Выскатка входила в Выскатское сельское общество.

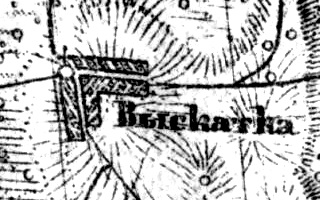
Деревня Выскатка на карте 1919 года

Согласно карте Петроградской и Эстляндской губерний 1919 года в деревне находилась деревянная часовня.
С 1917 по 1927 год деревня входила в состав Выскатского сельсовета Выскатской волости Гдовского уезда.
С 1927 года, в составе Рудненского района.
С 1 января 1930 года, районный центр Рудненского района .
По данным 1933 года село Выскатка являлось административным центром Выскатского сельсовета и районным центром Рудненского района, в который входили 23 населённых пункта: деревни Борки, Вяжище, Горка, Ельмо, Заборовье, Залесье, Залосенье, Красная Нива, Кривицы, Криневье, Малая Руя, Мельничище, Местово, Лядинки, Новая, Новинка, Перегреб, Плавкино, Погорелец, Строки, Щучкино, село Выскатка и хутор Дуброво, общей численностью населения 1232 человека. С августа 1933 года, в составе Гдовского района.
По данным 1936 года в состав Выскатского сельсовета входили 13 населённых пунктов, 236 хозяйств и 6 колхозов.
С января 1941 года, в составе Сланцевского района.
Деревня была освобождена от немецко-фашистских оккупантов 3 февраля 1944 года.
С 1963 года, в составе Кингисеппского района.
По состоянию на 1 августа 1965 года деревня Выскатка являлась административным центром Выскатского сельсовета Кингисеппского района. С 1965 года, вновь в составе Сланцевского района. В 1965 году население деревни составляло 490 человек.
По данным 1973 года деревня Выскатка являлась административным центром Выскатского сельсовета Сланцевского района.
По данным 1990 года деревня являлась административным центром Выскатского сельсовета, в который входил 31 населённый пункт, общей численностью населения 2535 человек. В самой деревне Выскатка проживали 1565 человек.
В 1997 году в деревне Выскатка Выскатской волости проживал 1701 человек, в 2002 году — 1724 человека (русские — 94 %).
В 2007 году в деревне Выскатка Выскатского СП проживали 1682, в 2010 году — 1628, в 2011 году — 1707, в 2012 году — 1711, в 2013 году — 1691, в 2014 году — 1670 человек.

## География
Деревня расположена в южной части района на пересечении автодорог 41К-188 (Гостицы — Большая Пустомержа) и 41К-020 (Сижно — Осьмино).
Расстояние до районного центра — 15 км.
Расстояние до ближайшей железнодорожной платформы Сланцы — 22 км.

## Демография
| 1862 | 2007  | 2010  | 2017  |
| ---- | ----- | ----- | ----- |
| 310  | ↗1682 | ↘1628 | ↗1737 |

## Инфраструктура
На 2014 год в деревне было зарегистрировано 595 домохозяйств.

## Известные уроженцы
- Матвеев, Геннадий Алексеевич (1920—1969) — полный кавалер ордена Славы.

## Улицы
Клубная, Парковая, Садовая, Центральная.